# فرودگاه بونتار
فرودگاه بونتار (به انگلیسی: Bhuntar Airport) یک فرودگاه همگانی با کد یاتا KUU است که یک باند فرود آسفالت دارد و طول باند آن ۱۱۲۵ متر است. این فرودگاه در کشور هند قرار دارد و در ارتفاع ۱۰۸۹ متری از سطح دریا واقع شده‌است.